# Jeanne Crain
Jeanne Crain (Barstow, Kalifornia, 1925. május 5. – Santa Barbara, 2003. december 14.) amerikai színésznő.

## Fiatalkora
1925. május 5-én született a Kalifornia állambeli Barstowban George A. Crain iskolamester és Loretta Carr leányaként. Apai ágon angol és távoli francia gyökerekkel rendelkezett, édesanyja pedig ír származású volt. A családjával még fiatalkorában Los Angelesbe költözött.
A figyelmet kiváló jégkorcsolyázóként hívta fel magára, elnyerte a Miss Pan Pacific címet is. Még középiskolásként próbafelvételre hívták Orson Welles mellé. Szerepet nem kapott, de 1943-ban 18 éves korában már feltűnt egy rövid időre a The Gang's All Here című musicalben.

## Karrierje
1944-ben fontosabb szerepet osztottak rá a Home in Indianaban és az In the Meantime, Darlingban. Habár a játékáért a kritikusok nem igazán lelkesedtek, de sikerült országos hírnévre szert tennie. Első kritikai elismerését a George Cukor által rendezett Winged Victory című propagandatöltetű háborús moziban nyújtott alakításáért kapta. 1945-ben Dana Andrews partnere volt a State Fair című musicalben, és még szintén abban az évben együtt játszott Gene Tierneyvel is a Halálos bűnben.
1949-ben az egyik főszerepét játszotta Joseph L. Mankiewicz az Egy levél három asszonynak című romantikus drámájában. Még ebben az évben alakította a Pinky című film címszerepét is, mely egy világosabb bőrű afroamerikai nőről szól. Eredetileg Lena Horne és más néger színésznők voltak esélyesek a szerepre, de a producer Darryl F. Zanuck a bevételi szempontok miatt a fehér Crain mellett döntött végül. Craint alakításáért Oscar-díjra is jelölték legjobb női főszereplő kategóriában.
1950-ben Myrna Loy és Clifton Webb oldalán tűnt fel a Nagyban olcsóbb című életrajzi drámában. Két évvel később szintén Loyjal szerepelt a Belles on Their Toesban. 1955-ben a tánctudását is megmutatta a Barnák előnyben című zenés vígjátékban. A produkciót Párizsban forgatták és a Marilyn Monroe főszereplésével készült Szőkék előnyben folytatása volt.
A '60-as évektől félig-meddig visszavonult a filmezéstől, csak kevés produkcióban vállalt szerepet. 1961-ben Vincent Price és Edmund Purdom oldalán volt látható a Nefertiti, a Nílus királynője című olasz gyártású filmben. Utolsó filmje az 1972-ben bemutatott Charlton Heston főszereplésével készült Eltérítve volt.

## Magánélete
Fénykorában a '40-es évek végén és '50-es évek elején Craint gyakran csak "Hollywood elsőszámú partilányának" nevezték. Elmondása szerint egy évben legalább 200 meghívása volt.
Édesanyja akarata ellenére 1946. december 31-én hozzáment Paul Brinkmanhez. A házasságában voltak nehezebb periódusok, főleg az '50-es évek közepén, amikor mindkét fél hűtlenséggel vádolta a másikat. Ennek ellenére a hithű római katolikus Crain élete végig férjével maradt, házasságukból hét gyermek született.

## Halála
2003 októberében elhunyt férje, majd pár hónapra rá, december 14-én Crain is meghalt szívinfarktus következményében. Római katolikus szertartás során vettek tőle végső búcsút, majd a Brinkman családi kriptába temették Santa Barbarába.

## Fontosabb filmjei
- 1972 - Eltérítve (Skyjacked) - Clara Shaw
- 1962 - Poncius Pilátus (Ponzio Pilato) - Claudia Procula
- 1961 - Nefertiti, a Nílus királynője (Nefertiti, regina del Nilo) - Nefertiti
- 1957 - A vad pasas (The Joker Is Wild) - Letty Page
- 1956 - A leggyorsabb fegyveres (The Fastest Gun Alive) - Dora Temple
- 1955 - Barnák előnyben (Gentlemen Marry Brunettes) - Connie Jones
- 1955 - Kőkemény ököllel (Man Without a Star) - Reed Bowman
- 1953 - Vicki - Jill Lynn
- 1950 - Nagyban olcsóbb (Cheaper by the Dozen) - Ann Gilbreth
- 1949 - Pinky - Pinky Johnson
- 1949 - Egy levél három asszonynak (A Letter to Three Wives) - Deborah Bishop
- 1946 - Margie - Marjorie MacDuff
- 1945 - Halálos bűn (Leave Her to Heaven) - Ruth Berent

## Fordítás
- Ez a szócikk részben vagy egészben  a   Jeanne_Crain című angol Wikipédia-szócikk fordításán alapul.  Az eredeti cikk szerkesztőit annak laptörténete sorolja fel. Ez a jelzés csupán a megfogalmazás eredetét és a szerzői jogokat jelzi, nem szolgál a cikkben szereplő információk forrásmegjelöléseként.